# Mastophora leucacantha
Mastophora leucacantha là một loài nhện trong họ Araneidae.
Loài này thuộc chi Mastophora. Mastophora leucacantha được Eugène Simon miêu tả năm 1897.